# Daiki Niwa
Daiki Niwa (丹羽 大輝 Niwa Daiki?), född 16 januari 1986, är en japansk fotbollsspelare som spelar för Sanfrecce Hiroshima.
Niwa debuterade för Japans landslag den 9 augusti 2015 i en 1–1-match mot Kina.